# 六分儀座61
六分儀座61，又名BD-15 5516，HD 188899、SAO 163141、HR 7614，是六分儀座的一颗恒星，视星等为5.02，位于銀經26.02，銀緯-21.54，其B1900.0坐标为赤經19h 52m 16.7s，赤緯-15° -21.54′ 24″。